# 10401 Masakoba
10401 Masakoba eller 1997 VD3 är en asteroid i huvudbältet som upptäcktes den 6 november 1997 av den japanska astronomen Takao Kobayashi vid Ōizumi-observatoriet. Den är uppkallad efter den japanske amatörastronomen Masateru Kobayashi.
Asteroiden har en diameter på ungefär 4 kilometer.